# Agnes de Merania
Agnes Maria de Andechs-Merania (d. 1201), regină a Franței, a fost fiica lui Berthold al IV-lea Conte de Andechs. Mama ei a fost Agnes de Rochlitz.

## Biografie
În iunie 1196 Agnes s-a căsătorit cu regele Filip al II-lea al Franței. Filip al II-lea își repudiase a doua soție, Ingeborg a Danemarcei, în 1193 sub pretextul fals al înrudirii cu prima lui soție, regina Isabelle  de Hainaut. Fratele vitreg al reginei Ingeborg, regele Knut al V-lea al Danemarcei, a făcut plângere la Roma.
După ce a studiat cazul, Papa Celestin al III-lea a declarat sentința concililui francez "ilegală, nulă și neavenită" și a trimis în Franța mai multe somări către rege să-și reprimească soția. Pentru ca despărțirea să fie definitivă, regele a luat hotărârea să se recăsătorească. După ce a fost refuzat de două ori de principi germani și o dată de regele Siciliei, cererea lui a avut succes la sirele de Méran, care i-a dat-o de soție pe fiica lui Agnes.
Pentru Filip, căsătoria a reprezentat un mijloc de a scăpa definitiv de Ingeborg. Sosirea ei la Compiègne, unde regele avea Curtea, a stârnit un val de admirație. Era de o frumusețe răpitoare, cu părul blond și lung iar Filip s-a îndrăgostit de noua lui soție.
Noul papă, puternicul Inocențiu al III-lea, a îmbrățișat cauza reginei Ingeborg, și după negocieri nereușite, el a lansat la 13 ianuarie 1200, interdicția asupra regatul Franței, ducând la suspendarea tuturor activităților clerului. La nouă luni după interdicție, Filip a consimțit să se separe de Agnes. Agnes a murit în 1201 la castelul din Poissy  încercând să dea naștere celui de-al treilea copil, care a murit și el la scurt timp după naștere. A fost înmormântată la mănăstirea Sf Corentin, lângă Nantes.
Cei doi copii ai ei cu Filip, Filip I, Conte de Boulogne și Maria, au fost legitimați de către Papa în 1201, la cererea regelui. Se cunosc puține lucruri legate de personalitatea lui Agnes, dincolo de influența remarcabilă pe care se pare ca a exercitat-o asupra lui Filip.
Ea a fost transformată în eroină într-o tragedie de François Ponsard, Agnès de Méranie, și într-o operă de Vincenzo Bellini, La straniera.